# Știubei, Buzău
Știubei este un sat în comuna Râmnicelu din județul Buzău, Muntenia, România.
La sfârșitul secolului al XIX-lea, satul Știubeiu era reședința unei comune denumită tot „Știubeiu”, împreună cu satele Fotin și Colibași. Comuna făcea parte din plasa Grădiștea a județului Râmnicu Sărat și avea o populație totală de 717 locuitori. În comună funcționau o moară cu aburi, o mașină de semănat, două de secerat și patru de treierat; 2 școli și 3 biserici — una la Fotin zidită de Ioan G. Ciurea în 1890, una în Ștubeiu zidită în 1838 de Alecu C. Nicolescu și a treia la Colibași zidită de locuitori în 1888.
În 1925, comuna se regăsea în plasa Boldu a județului Râmnicu Sărat, și avea 736 de locuitori.
În 1950, județul Râmnicu Sărat a fost desființat, iar comuna Știubeiu a fost transferată raionului Râmnicu Sărat din regiunea Buzău și apoi (după 1952) din regiunea Ploiești. În 1968, comuna Știubeiu a fost desființată și, unită cu comuna Obidiți, a format comuna Râmnicelu, denumită astfel după satul de reședință (Obidiți, devenit și el Râmnicelu).